# Světový pohár v biatlonu 2013/2014 – Holmenkollen
9. podnik Světového poháru v biatlonu v sezóně 2013/14 byl závěrečnou zastávkou tohoto ročníku světového poháru, který probíhal od 20. do 23. března 2014 v norském lyžařském středisku Holmenkollenu. Na programu byly závody ve sprintech, stíhací závody a závody s hromadným startem.

## Program závodů
| Datum      | Disciplína                       | Začátek (SEČ) | Počet závodníků |
| ---------- | -------------------------------- | ------------- | --------------- |
| 20. března | Sprint (ženy)                    | 12:30         | 94              |
| 20. března | Sprint (muži)                    | 15:30         | 98              |
| 22. března | Stíhací závod (ženy)             | 13:00         | 55              |
| 22. března | Stíhací závod (muži)             | 15:30         | 57              |
| 23. března | Závod s hromadným startem (ženy) | 13:00         | 30              |
| 23. března | Závod s hromadným startem (muži) | 15:30         | 29              |

## Přehled medailí
| Pořadí | Země                   | Zlato | Stříbro | Bronz | Celkově |
| ------ | ---------------------- | ----- | ------- | ----- | ------- |
| 1.     | Slovensko              | 2     | 0       | 0     | 2       |
| 2.     | Slovinsko              | 1     | 1       | 1     | 3       |
| 3.     | Rakousko               | 1     | 1       | 0     | 2       |
| 4.     | Francie                | 1     | 0       | 1     | 2       |
| 5.     | Bělorusko              | 1     | 0       | 0     | 1       |
| 6.     | Rusko                  | 0     | 2       | 1     | 3       |
| 7.     | Norsko                 | 0     | 2       | 0     | 2       |
| 8.     | Švédsko                | 0     | 0       | 2     | 2       |
| 9.     | Spojené státy americké | 0     | 0       | 1     | 1       |
|        | Celkem                 | 6     | 6       | 6     | 18      |

## Medailové výsledky

### Muži
| Disciplína                        | První místo     | Druhé místo          | Třetí místo |
| Sprint (10 km)                    | Jakov Fak       | Jevgenij Garaničev   | Björn Ferry |
| Stíhací závod (12,5 km)           | Simon Eder      | Alexandr Loginov     | Björn Ferry |
| Závod s hromadným startem (15 km) | Martin Fourcade | Dominik Landertinger | Jakov Fak   |

### Ženy
| Disciplína                          | První místo         | Druhé místo      | Třetí místo              |
| Sprint (7,5 km)                     | Darja Domračevová   | Tora Bergerová   | Susan Dunkleeová         |
| Stíhací závod (10 km)               | Anastasia Kuzminová | Tora Bergerová   | Olga Viluchinová         |
| Závod s hromadným startem (12,5 km) | Anastasia Kuzminová | Teja Gregorinová | Marie Dorinová Habertová |